# ضرب آهنگ (هنرهای تجسمی)
ریتم یا ضرب آهنگ واژه‌ای که معمولاً در موسیقی به کار می‌رود اما در هنرهای تجسمی نیز مرسوم است.
در هنرهای تجسمی ریتم معنای تصویری دارد و عبارت است از تکرار، منظم و متوالی یک عنصر تصویری ضرب آهنگ بصری را به وجود می‌آورد. انتقال احساس حرکت نیز توسط ریتم بصری صورت می‌گیرد.در طبیعت و در زندگی ریتم نقش موٌثری دارد و بر همین اسا نیز در آثار هنری ریتم دیده می‌شود.توالی شب و روز و فصول از وجه بارز ریتم در طبیعت به‌شمار می‌آید.
همانطور که وجود انسان ریتم حیات با نبض و صدای تپش قلب همراه است. در عین حال رابطه منظم و پویندهٔ انسان با طبیعت و با اثر هنری نیز دارای  نوعی ریتم است.

## انواع ریتم
به‌طور کلی ۴ دسته ضرب آهنگ بصری را می‌توان نام برد:
- تکرار یکنواخت

در این نوع ضرب آهنگ یک تصویر به‌طور یکنواخت و به صورت متوالی تکرار می‌شود. ریتم تکرار یکنواخت باعث نئعی حرکت و عکس‌العمل خود به خودی شده و توجه مخاطب را به دنبال خوذ هدایت می‌کند.اما به واسطهٔ عدم تنوع تاٌثیری منفی در پی خواهد داشت و ضایقهٔ مخاطبان آثار هنری را در عین جستحجوی هماهنکی در انتظار تباین نیز هستند، قانع نخواهد کرد و پس از مدتی ملال‌آور و کسالت وار خواهد شد و نظمی خشک غیرقابل انعطاف را ایجاد می‌کند
- تکرار متناوب

در این ضرب آهنگ یک عنصر بصری تکرار می‌شود اما تکرار آن با تغییرات متناوبی همراه خواهد بود و هر بار عکیس العمل مخاطب و توجه او را با یک حرکت یا تصویری میانی تحت تأثیر قرار می‌دهد.
به‌طوری‌که در مخاطب همواره نوعی انتظار برای پیگیری تکرار و ادامهٔ ریتم به وجود خواهد امد.
- تکرار تکاملی

در این نوع ضرب آهنگ یک تصویر یا یک عنصر بصری از یک مرتبه و حالت خاص شروع می‌شود و به تدریج با تغییراتی به وضیعت یا حالتی تازه‌تر مئ رسد. به‌طوری  که نوعی رشد و تکامل را در مسیر تغییرات خود به دنبال خواهد داشت. در طبیعت نمونه‌های بسیاری از ریتم تکاملی وجود دارد. حرکت و تغییر شکل ماه از هلال باریک تا قرص کامل را می‌توان یک نمونه از این نوع ضرب آهنگ در طبیعت مثال زد.
- تکرار موجی

این نوع ضرب آهنگ که عمدتاً با استفاده از حرکت منحنی سطوح و خطوط  به  وجود می‌آید و از نوعی تناوب هم  برخوردار است نمونهٔ کاملی از ضرب آهنگ  تجسمی است که در فضای معماری، حجمی و تجسمی و تصویری وجود دارد و به شکل ماٌنوسی با زندگی انسان پیوند خورده است. حرکت موجی آب دریا، بام‌های گنبد شکل و تاٌثیر حرکت باد روی شن‌های صحرا نمونه‌های خوبی از این نوع ضرب آهنگ هستند.